# Ubon UMT United Football Club
Maillots
Actualités
Le Ubon UMT United Football Club (en thaï : สโมสรฟุตบอลอุบล ยูไนเต็ด), plus couramment abrégé en Ubon UMT United FC, est un club thaïlandais de football fondé en 2015 et basé dans la ville de Ubon Ratchathani, dans la province d'Ubon Ratchathani.

## Histoire
Fondé le 30 janvier 2015 par le professeur Dr. Wirasak Jinarat, chancelier de l'Université de Management et Technologie (UMT) d'Ubon Ratchathani. Il déposé une demande auprès de la Fédération de Thaïlande de football pour créer d'un club de football sous le nom d'Ubon UMT United.
Le club débute en Ligue Régionale Nord-Est, le troisième niveau du championnat en Thaïlande. Il obtient deux promotions en deux saisons : la première à l'issue de la saison 2015 où il parvient à accéder en Division 1 et la seconde l'année suivante où sa deuxième place lui offre une place en Premier League.

## Palmarès
| Compétitions nationales                                 |
| ------------------------------------------------------- |
| - Championnat de Thaïlande D2 : - Vice-champion : 2016. |

## Infrastructures

### Stades
Entre 2015 et 2016, le club évolue au stade Tung Burapha, d'une capacité de 10 000 spectateurs. 
Depuis la saison 2017, le club évolue dans le stade UMT, d'une capacité de 6 000 spectateurs, situé dans l'Université de Management et Technologie d'Ubon Ratchathani. Le club de football est le propriétaire de ce nouveau stade.

## Personnalités du club

### Présidents du club
- Wirasak Jinarat

### Entraîneurs du club
| Rang | Nom                         | Période   |
| ---- | --------------------------- | --------- |
| 1    | Nopporn Eksatra             | 2015      |
| 2    | Jakkarat Tonhongsa          | 2015      |
| 3    | Scott Cooper                | 2015-2017 |
| 4    | Mixu Paatelainen            | 2018      |
| 5    | Sugao Kambe                 | 2018      |
| 6    | Eduardo Almeida             | 2018-2019 |
| 7    | Thanaset Amornsinkittichote | 2019      |
| 8    | Suriyan Jamchen             | 2019      |
| 9    | Sirisak Yodyardthai         | 2019-     |

### Effectif professionnel actuel
| N° | Nat.                    | Poste | Nom du joueur       |
| -- | ----------------------- | ----- | ------------------- |
| 1  | Drapeau de la Thaïlande | G     | Pongpanot Naknayom  |
| 3  | Drapeau de la Thaïlande | D     | Kitphom Bunsan      |
| 4  | Drapeau de la Thaïlande | M     | Napat Jarupatpakdee |
| 5  | Drapeau de la Thaïlande | M     | Watchara Krearum    |
| 6  | Drapeau du Brésil       | D     | Victor Cardozo      |
| 7  | Drapeau du Brésil       | A     | Thiago Ferreira     |
| 8  | Drapeau de l'Allemagne  | M     | Bajram Nebihi       |
| 11 | Drapeau de la Thaïlande | D     | Nikom Somwang       |
| 14 | Drapeau du Japon        | M     | Kenta Yamazaki      |
| 15 | Drapeau de la Thaïlande | M     | Surat Sukha         |
| 16 | Drapeau de la Thaïlande | D     | Krittin Lorjun-at   |
| 17 | Drapeau de la Thaïlande | M     | Gionata Verzura     |
| 18 | Drapeau de la Thaïlande | M     | Ekkapob Sanitwong   |
| 22 | Drapeau de la Thaïlande | M     | Anukorn Sangrum     |

| No. | Nat.                    | Position | Nom du joueur        |
| --- | ----------------------- | -------- | -------------------- |
| 23  | Drapeau de la Thaïlande | M        | Sujinda Dangvan      |
| 24  | Drapeau de la Thaïlande | G        | Sitthikorn Klamsai   |
| 25  | Drapeau de la Thaïlande | D        | Suree Sukha          |
| 26  | Drapeau de la Thaïlande | A        | Kansit Premthanakul  |
| 27  | Drapeau de la Thaïlande | M        | Kornprom Jaroonpong  |
| 28  | Drapeau de la Thaïlande | M        | Thaweekoon Thong-on  |
| 31  | Drapeau de la Thaïlande | M        | Adisak Rumkae        |
| 37  | Drapeau de la Thaïlande | A        | Jakkit Niyomsuk      |
| 45  | Drapeau de la Thaïlande | G        | Teerapong Puttasukha |
| 50  | Drapeau de la Thaïlande | M        | Adisak Klinkosoom    |
| 83  | Drapeau du Brésil       | A        | Carlão               |
| 99  | Drapeau de la Thaïlande | D        | Piyachart Tamaphan   |
|     | Drapeau de la Thaïlande | D        | Apisit Kuankwai      |